# Пйотр Адамчевський
Пйотр Адамчевський (пол. Piotr Adamczewski; 19 травня 1942 Варшава — 12 березня 2016 там же) — польський журналіст, редактор та кулінарний критик, пов'язаний, серед інших, з тижневиком «Політика», автор кулінарних книг.

## Біографія
Вивчав полоністику у Варшавському університеті (закінчив у 1966 р., закінчення без магістратури). У 1964—1970 роках працював у щоденній газеті «Штандар Млодих», згодом репортером, заступником голови відділу, секретарем нічної редакції, у 1971—1975 роках — секретарем редакції тижневика «Куліса» (додаток до «Вечірнього експресу») з 1975 по кінець 1980 року працював на однійпосаді в тижневику «Культура». З 1971 по 1981 рік належав до ПОРП. У 1981 році став секретарем редакції тижневика «Політика», замінивши Даріуша Фікуса. Залишив це видання із групою інших працівників незабаром після оголошення воєнного стану. У 1982 році деякий час працював інспектором у Національному театрі у Варшаві. Того ж року став секретарем редакції тижневика «Радар». Цю посаду обіймав до 1984 року, поки не повернувся до «Політики», де у 1986 році знову став секретарем редакції цього журналу. У 90-х роках разом з Анджеєм Гарлицьким став кулінарним критиком журналу, очоливши рубрику «За столом». Також співпрацював над текстами, пов'язаними з приготуванням їжі з Кшиштофом Мрозевичем, Міхалом Радговським та своєю дружиною Барбарою Адамчевською. У наступні роки також долучився до радіостанції Tok FM, на якій вів програму «Кухні світу» разом з Марціном Войцеховським, а потім — власне кулінарне шоу «Для апетиту. . . Адамчевський!». Виступав кулінарним експертом у програмах «Питання до сніданку», «Кава чи чай?», а також на станціях TVN та TV4.
Закінчив школу сомельє в Бордо. Як репортер, подорожував по більшості континентів, збираючи матеріали з подорожей для своїх книг.
Був автором таких книг, як «Великий світ з кухні», «Мандрівний гурман», «Кулінарія для чоловіків», «Кривава історія смаків», «Рік на тарілці», «Велика книга напоїв та коктейлів». Співавтор десяти путівників по ресторанах у Варшаві та околицях під назвою «За столом». Разом з Мареком Кальбарчиком створив кулінарну книгу для сліпих під назвою «Смак на кінчиках пальців». У 2006—2016 роках регулярно проводив блог «Варися» (пол. Gotuj się), присвячений рецептам та кулінарним анекдотам, прочитаним книгам чи спогадам із подорожей.
У 1980 році знявся у драмі манер та психології «Без кохання» (пол. Bez miłości), за режисурою Барбари Сасс в ролі редактора соціального відділу тижневика «Культура і ми».
У 1997 році був нагороджений лицарським хрестом ордена Відродження Польщі.

## Приватне життя
Був одружений з Барбарою Адамчевською — журналісткою та автором кулінарних книг. У них була одна дитина — дочка Агата.
Помер у Варшаві 12 березня 2016 року. 18 березня 2016 року в Похоронному домі на військовому кладовищі Повонзки відбулась похоронна церемонія, однак сам похорон відбувся на Брудновському цвинтарі.

## Публікації
- Biesiadowanie po polsku. 1000 pomysłów na udane przyjęcie: przepisy kulinarne, toasty i życzenia, savoir-vivre, zabawy towarzyskie, piosenki (співавтор)[17]
- Jak smakuje pępek Wenus. Świat widziany zza stołu[18]
- Jest ser[19]
- Krwawa historia smaku[17]
- Kuchnia w kawalerce i apartamencie (разом з Барбарою Адамчевською)[20]
- Kuchnia toskańska Piotra Adamczewskiego[21]
- Męskie gotowanie[22]
- Pyszny obiad w pół godziny. 200 przepisów na szczęście[23]
- Rodaku, czy ci nie żal, czyli z polską kuchnią w walizce (разом з Барбарою Адамчевською)[10]
- Rok na stole[22]
- Rok na talerzu[19]
- Smak na koniuszkach palców (разом з Мареком Калбарчиком)[13]
- Smakosz wędrowny[22]
- Tańce wokół stołu czyli polskie tradycje kulinarne[24]
- Wędrówka po stołach Europy (разом з Барбарою Адамчевською)[10]
- Wielka księga drinków i koktajli[22]
- Wielki świat od kuchni[22]
- Za stołem (путівники по ресторанах — співавтор)[22]
- Zatańczyć z I sekretarzem[17]